# Витязь на распутье
«Витязь на распутье» — картина Виктора Васнецова.

## История
Карандашные наброски и эскизы к картине появились в начале 1870-х годов. В 1877 году Васнецов с помощью младшего брата Аполлинария пишет этюд «Воин в шлеме с кольчужкой». Сюжет картины возник под впечатлением былины «Илья Муромец и разбойники».
В 1877 году была закончена работа над первым вариантом картины. Васнецов выставляет её на VI Передвижной выставке 1878 года.
Окончательный вариант картины был написан в 1882 году для Саввы Ивановича Мамонтова.
Надпись на камне соответствует былинным текстам, но видна не полностью. В письме к Владимиру Стасову Васнецов пишет:
На камне написано: «Как пряму ехати — живу не бывати — нет пути ни проезжему, ни прохожему, ни пролетному». Следуемые далее надписи: «направу ехати — женату быти; налеву ехати — богату быти» — на камне не видны, я их спрятал под мох и стер частью. Надписи эти отысканы мною в публичной библиотеке при Вашем любезном содействии.
Критик Стасов похвалил картину.
В начальных эскизах витязь был повёрнут лицом к зрителю. В последней версии был увеличен размер холста, уплощена композиция, стала монументальней фигура витязя. В начальных версиях картины была дорога, но Васнецов убрал её в версии 1882 года для большей эмоциональности, чтобы не было другого выхода, кроме указанного на камне.
К былинной теме Васнецов также обращался в ранней акварели «Богатырь» (1870) и более поздних картинах «Богатыри» (1898) и «Богатырский скок» (1914)
Картины написаны маслом на холсте. Версия 1882 года хранится в Государственном Русском музее. Первая версия 1878 года хранится в Серпуховском историко-художественном музее.

### Варианты
Исследователи творчества Васнецова приводят следующий список вариантов картины.
| Год       | Илл. | Название                   | Размер, техника        | Местонахождение                                              | Примечание |
| --------- | ---- | -------------------------- | ---------------------- | ------------------------------------------------------------ | --- |
| 1877 (?)  |      | Витязь на распутье         | Холст, масло. 99х160   | неизвестно                                                   | Был на выставке картин Союза русских художников в Строгановском училище в Москве с 22 декабря 1903 до 8 января 1904 года. Напечатан в её каталоге с пометкой «вариант». Предположительно, именно это самый первый вариант картины 1877 года |
|           |      | Витязь на распутье         | Холст, масло           |                                                              | Первый вариант картины. Был на VI Передвижной выставке 1878 года. По списку Моргуновых — нахождение неизвестно |
|           |      | Витязь на распутье (эскиз) | Холст, масло           | неизвестно                                                   | Находился в собрании С. С. Боткина в Петербурге, напечатан в журнале «Мир искусства», т. 1, 1899, стр. 3. |
| 1878      |      | Витязь на распутье         | Холст, масло 79 × 147  | Серпуховский историко-художественный музей                   | Отсутствует в списке Моргуновых |
| 1878-1881 |      |                            | Холст, масло           | Частное собрание                                             | Отсутствует в списке Моргуновых. Выставлялась в ГТГ |
| 1882      |      | Витязь на распутье         | Холст, масло. 167, 299 | ГРМ                                                          | |
|           |      | Витязь на распутье         | Холст, масло. 87х150   | Коллекция профессора П. М. Горшкова, Ленинград (на 1961 год) | Эскиз или повторение итоговой картины |
| 1882      |      | Витязь на распутье (эскиз) | Холст, масло. 69х106   | Дом-музей В. М. Васнецова                                    | |
| 1919      |      | Витязь на распутье         | Холст, масло. 85х146   | Собрание И. И. Дедова, Москва (по данным на 1961 год)        | Повторение итоговой картины, но в ином колорите. Внизу справа подпись «В. Васнецовъ 1919» |
| 1919      |      | Витязь на распутье         | Холст, масло. 98х176,5 | Екатеринбургский музей изобразительных искусств              | Авторское повторение |
| 1920      |      | Витязь на распутье         | Холст, масло. 58,5х106 | Государственный музей искусств Грузии, Тбилиси               | Внизу справа подпись: В. Васнецов 1920 |

## В культуре

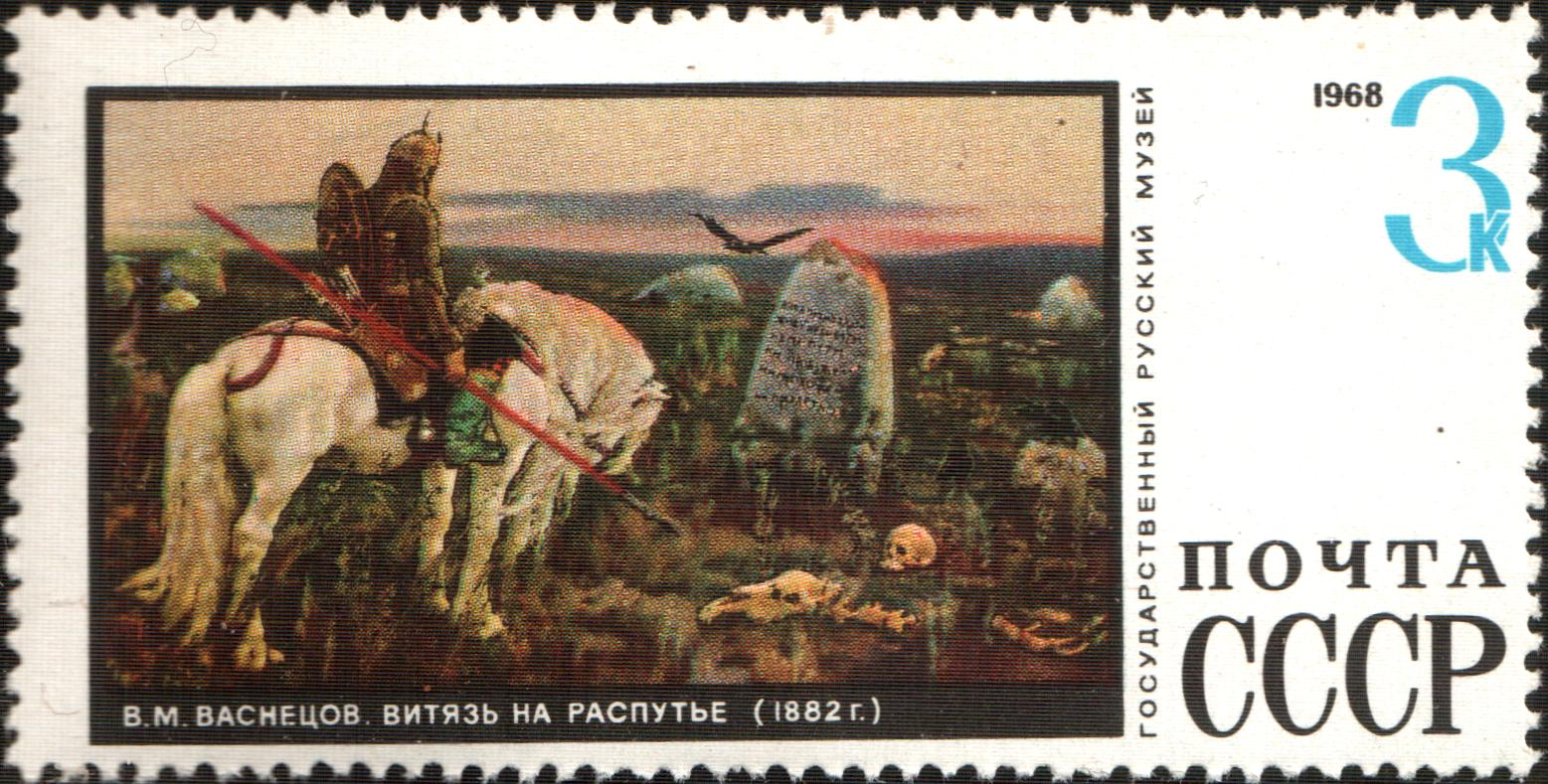
Марка СССР: Виктор Михайлович Васнецов (1848—1926). «Витязь на распутье» (1882). Серия: Картины Государственного Русского музея (Санкт-Петербург)

Сюжет «Витязя на распутье» воспроизведён на надгробии художника на Введенском кладбище.
В 2013 году в честь 165-летия со дня рождения Виктора Васнецова поисковая система Яндекс на главной странице сделала специальный логотип по мотивам картины «Витязь на распутье».
Выражение «Витязь на распутье» нередко используется метафорически, как описание ситуации экзистенциального выбора. Оно было использовано, в частности, в заглавии одной из последних книг известного советского историка А. А. Зимина (1920—1980).